# Daimler Super Eight
La Daimler Super Eight est l'unique modèle d'automobile, variante de la Jaguar XJ, fabriqué de 2006 à 2009 par Daimler Motor Company, filiale du constructeur automobile britannique Jaguar.

## Caractéristiques
La Daimler Super Eight de 2006 est en fait la version la plus luxueuse de la Jaguar XJ Mk III. La Daimler est disponible uniquement en version longue (+15cm au niveau de la portière arrière).
Les différences avec sa cousine la Jaguar sont les suivantes : calandre et baguette de malle arrière crénelée, signe distinctif de la marque, logos Daimler, jantes spécifiques (jusqu'à 20 pouces) et trois teintes de carrosserie spécifiques.
À l'intérieur, le cuir est de meilleure qualité et recouvre la majeure partie de l'habitacle (sièges mais aussi tableau de bord, contre-portes...) disponible en 3 coloris : noir (charcoal), beige ou ivoire. Les contre-portes et tableau de bord se parent de boiserie en marqueterie estampées Daimler.

Les Daimler offrent un maximum de confort à leurs passagers arrière : système de DVD avec écrans dans les appuis-tête avant, climatisation indépendante à régulation automatique et séparée droite/gauche, radio, CD et lecteur MP3 logés dans l'accoudoir central ainsi que des casques sans fil. Tablettes en marqueterie au dos des sièges avant permettant d'installer un ordinateur portable, d'écrire ou de boire une coupe de champagne... La banquette est chauffante.
Dans la version la plus aboutie, les sièges arrière sont indépendants et réglables électriquement, séparés par un imposant accoudoir central.
À noter que parmi sa foule de raffinements, les appuis-tête sont brodés du logo de la marque, les seuils de porte sont en aluminium avec le logo Daimler, et les passagers arrière sont protégés par des stores sur les vitres latérales ainsi que sur la lunette arrière.
L'unique moteur proposé est un V8 4,2 à compresseur (supercharged) développant 406 ch, accouplé à une boîte automatique 6 rapports.